# Princess Aniès
Princess Aniès est une rappeuse française.
Elle a à son actif deux albums avec son groupe Les Spécialistes, deux albums solo et un double street CD.

## Biographie

### Jeunesse
Princess Aniès est de nationalité française, originaire du quartier des Louvrais à Pontoise dans le Val-d'Oise, et d'origine taïwanaise.

### Carrière musicale

#### Débuts (1995–1996)
Elle fait ses premiers pas dans le rap en 1995. La première apparition discographique de Princess Aniès remonte à 1996 sur la compilation Lab'Elles chez Barclay, la première compilation de l'histoire du Hip-hop français essentiellement féminine, au côté notamment de Sista Cheefa, Shankhan, Melle du groupe Le Délit, Nemesis. Elle intègre en 1995 le collectif Da System composé de Mysta. D, Abuz, Tepa, et Stor K. 
Par la suite, elle est sollicitée pour de nombreux projets et accumule à partir de 1996 les collaborations parmi plus d'une cinquantaine de mixtapes (Cut Killer, DJ Poska, Oxmo Puccino, IV My People), compilations (Nouvelle Donne, Lab'elles, L'invincible armada, Opération freestyle, D. Abuz System), et plus de 150 concerts en France et à l'international (Le Printemps de Bourges, le Festival Solidays, Algérie, Suisse, Allemagne).

#### Les Spécialistes (1997–2005)
Elle fonde, avec Tepa, le groupe Les Spécialistes en 1997. En 1999, ils publient le premier album des Spécialistes, accueilli du prix de la « meilleure autoproduction de l'année » au Festival XXL Performances. Princess Aniès est d'ailleurs reconnue par les lecteurs de Groove comme l'une des meilleures rappeuses alors qu'elle n'avait rien sorti en solo[réf. nécessaire]. Princess Aniès devient la première rappeuse animatrice de radio en 1999, en animant avec Bob l'émission Générations 2000 sur Générations. Elle participe à des projets tels que Première Classe Vol.2, Mission Suicide, Cutee B. Style et IV My People.
Les Spécialistes signent ensuite chez IV My People. Princess Aniès entre en studio pour enregistrer le deuxième album des Spécialistes, Reality Show, publié en septembre 2005. Ils feront les premières parties de Kool Shen sur sa tournée d'adieu dont l'Olympia et le Zénith. 

#### Carrière en solo (2002–2008)
Après plusieurs maxis dont Celle qui/Sans cesse, Princess Aniès publie son premier album solo en novembre 2002, Conte de faits. Cet album devient la meilleure vente en France en indépendant de l'année. Elle monte son label indépendant sur lequel sort son deuxième album Conte de faits. Elle enregistre dans la foulée son premier clip Si j'étais un homme. Durant l'enregistrement, elle réalise le morceau Hip Hop Citoyens où interviennent divers artistes dans le but de réagir au premier tour de l'élection présidentielle française de 2002.
Princess Aniès produit le deuxième album d'Amara Portrait craché, publié en 2006 sur son label. Elle publie ensuite, en septembre 2006, Ma p'tite histoire, un double CD qui retrace toute son histoire dans la musique avec plus de 50 chansons. Elle est invitée sur l'album de Laam, une de ses amies, et le titre qu'elles font ensemble devient un hit de l'été et entre dans le top single plusieurs mois.
L'album Au carrefour de ma douleur est publié le 28 janvier 2008, et atteint la 111e place du Top Albums France pendant une semaine. Cet album s'accompagne d'un DVD documentaire dans lequel elle réalise un « journal de bord » sur son voyage dans des camps de réfugiés darfouris au Tchad. Elle montre les conditions de vie des réfugiés, essaie d'expliquer le conflit du Darfour. Un documentaire retrace également son parcours musical et des invités se confient sur sa personnalité (Tepa, Amara, Abuz, Kool Shen, DJ Akil).
Après cet album, elle quitte l'industrie musicale à la suite de la naissance de sa première fille. En novembre 2019, elle rend hommage à son ami et ancien associé Tepa, décédé d'un cancer, avec qui elle avait fondée le groupe Les Spécialistes. C'est la première à avoir annoncé son décès dans un long communiqué publié sur les réseaux sociaux.

## Discographie

### Albums avec Les Spécialistes
- 1999 : Les Spécialistes
- 2005 : Reality Show

### Albums studios en solo
- 2002 : Conte de faits
- 2006 : Ma petite histoire (double album)
- 2008 : Au carrefour de ma douleur (accompagné d'un DVD)

### EP
- 2002 : Celle qui… sans cesser
- 2002 : Authentik style

### Apparitions
- 1996 : Princess Aniès - Qui représente (sur la compilation Lab'elles)
- 1996 : Bastion, compilation,  La Tuerie (partie 1) (en compagnie d'Ex-Nihilo et de D.Abuz System)
- 1997 : Les Spécialistes Feat D Abuz System - Wesh wesh (sur la compilation Nord vs. Sud)
- 1997 : Princess Aniès - Vis ta vie, Si on disait, J'avais rêvé, T'as changé (sur la compilation L'invincible armada)
- 1997 : Les Spécialistes feat. D. Abuz System - La grande famille  (sur la compilation Nouvelle Donne)
- 1998 : Les Spécialistes feat. D. Abuz - La voix du peuple  (sur la compilation Opération freestyle de Cut Killer)
- 1999 : Les Spécialistes feat. Scred Connexion - Freestyle (sur la compilation Néochrome Vol.2)
- 1999 : D. Abuz System feat. Princess Aniès, Rohff & Oxmo Puccino - La loi du plus fort (sur l'album de D. Abuz System, Le syndikat)
- 1999 : D. Abuz System feat. Les Spécialistes - Unifiés (sur l'album de D. Abuz System, Le syndikat)
- 2000 : Nid 2 Serpents feat. Les Spécialistes - Crever l'abcès ('sur l'album du Nid 2 Serpents, Reptations)
- 2000 : Princess Aniès & Sadik Asken - Opposés (sur la mixtape Passé Présent Futur et sur la double mixtape ANPE)
- 2000 : Relic, maxi en feat. avec Don Choa de la FF, et Vasquez de Less du 9
- 2001 : Princess Aniès - Destination finale (sur la compilation Première classe Vol.2)
- 2001 : Princess Aniès feat. Diam's & China - Qui pourrait me dire (sur la compilation Mission suicide)
- 2002 : Les Spécialistes feat. Haroun, Sniper, Zoxea etc. - Hip Hop citoyens
- 2002 : Les Spécialistes feat. Amara & Atis - Freestyle (sur la mixtape Violences urbaines de LIM)
- 2002 : Les Spécialistes - On s'est fait tout seul (sur la mixtape Liberté d'expression Vol.3)
- 2003 : Princess Aniès Feat Lynnsha - J'attends plus rien (sur la compilation Don't Sleep 2)
- 2004 : Les Spécialistes Feat Amara, Moerdock & Atis - Le prix de la liberté (sur la compilation Les voies de la liberté)
- 2004 : Princess Aniès - Trop despee (sur la compilation Session freestyle)
- 2004 : Princess Aniès - Mea culpa (sur la compile Renaissance)
- 2004 : Lââm feat. Princess Aniès - Les fous du volant (sur l'album de Lââm Lââm)
- 2005 : Les Spécialistes feat. Ärsenik - Au nom de la foi (sur la compilation Neochrome Vol.3)
- 2005 : Princess Aniès feat. Amara - Je m'étais promis (sur la compilation La spirale zone)
- 2005 : Sté Strausz feat. Princess Aniès & K'Reen - Une décennie (sur l'album de Sté, Fidèle à moi-même)
- 2005 : Alibi Montana feat. Princess Aniès - Malgré les barreaux (sur l'album d'Alibi, Numéro d'écrou)
- 2005 : Faya D. feat. Princess Aniès, Mic Fury, Pit Baccardi, Ol' Kainry & Cercle Vicieux - Nouvelle saison (sur le Street CD de Faya, Dingostyle)
- 2005 : RSP feat. Princess Anies, Alibi Montana et Coup K - Laisse moi faire mes diez (sur l'album de RSP, Radikal)
- 2005 : Les Spécialistes - Mélodie en sous-sol (sur l'album de IV My People, IV My People Mission)
- 2006 : Princess Aniès feat. Salif et K'Reen - IV My People (sur la compilation Independenza labels)
- 2006 : Amara feat. Princess Aniès - Silence elle tourne sur l'album d'Amara, Portrait caché
- 2006 : Princess Aniès - Femme de l'ombre sur la compile Talents fâchés 3
- 2006 : Black V'Ner feat. Princess Aniès, Ol' Kainry & Layone - Bang Remix (sur l'album de Black V'Ner, Comme je suis)
- 2006 : Laam feat. Princess Aniès - Le sang chaud (sur l'album de Laam)
- 2006 : K'Reen feat. Princess Aniès & Laam - Demi-sœur (sur l'album de K'Reen, Old school elixir)
- 2007 : Princess Aniès feat. Amara - Pourquoi tu m'entends pas (sur la compilation Écoute la rue Marianne)
- 2007 : Princess Aniès feat. Salif - Doucement (sur la compilation Get on the Floor)
- 2007 : Princess Aniès feat. Alibi Montana, Coup K, Dayen & Kapa - C'est mes djez remix (sur la compilation Suit logik)
- 2007 : Princess Aniès - Au carrefour du Darfour
- 2007 : Insolan feat. Princess Aniès, Kenny & Keneda - En pleine crise (sur l'album d'Insolan, État critique)
- 2007 : Sealy feat. Princess Aniès - J'ai rêvé (sur la mixtape Sealy international mixtape Vol.1)
- 2007 : Disciples Mc's feat. Princess Aniès - Connexion City (sur l'album des Disciples Mc's (Mc Tams-y & Mc Nello), Connexion city
- 2008 : Esprit6nik Feat Princess Aniès & Salif - État des lieux (sur l'album d'Esprit6nik, A cœur ouvert)
- 2008 : Chaka Sound feat. Princess Aniès - Laisse parler ton cœur (sur l'album de Chaka Sound, Lueur d'espoir)
- 2008 : E2L feat. Princess Aniès - 'A mes futur(e)s exs (sur l'album de E2L, Pétales de prose)
- 2012 : Tinot Vendetta feat. Princess Aniès - ‘’Donne un sens’’ (sur le Black Album de Tinot Vendetta)

## Radio

### Animatrice
- 1999-2002 : Générations 2000 sur Générations.

## Télévision
- 08/03/2003 : France 2 dans l'émission Thé ou café[7]